# José Antonio Pérez Díaz
José Antonio Pérez Díaz fue un político venezolano. Fue uno de los fundadores del partido socialcristiano COPEI, sirviendo como su primer secretario general nacional, y presidente del Congreso Nacional.